# Capriccio nr. 3
Capriccio nr. 3 'Homenaje a las Brigadas Internacionales' is een compositie van Leonardo Balada. Hij droeg het werk op aan de leden van de Internationale Brigades, die in de Spaanse Burgeroorlog (1936-1939) meevochten tegen de troepen van Francisco Franco. Balada herschreef de volksliederen, die die vrijwilligers tijdens hun ondergang zongen om de moed er in te houden. Daarbij zijn de delen 1, 3 en 5 gebaseerd op Spaanse volksmuziek, deel 2 op een Duits en deel 4 op een Iers liedje. Balada paste zijn hedendaagse klassieke muziek toe op die liedjes waardoor ze vrijwel onherkenbaar werden. De cappriccio nr. 3 kreeg haar première op 15 november 2005 door het kamerorkest van Pittsburgh onder leiding van Lawrence Loh met als solist Andrés Cárdenes. 
De delen:
1. En la plaza de mi pueblo (Op mijn dorpsplein)
2. In memoriam (lied voor gevallen medestrijder)
3. Si me quieres escribir (Als je naar me wilt schrijven)
4. Lamento (klaaglied)
5. Jota